# Ólafur Jóhann Sigurðsson
Ólafur Jóhann Sigurðsson (Hlíð, 26 de septiembre de 1918-Reikiavik, 30 de julio de 1988) fue un escritor islandés galardonado en 1976 con el prestigioso Premio de Literatura del Consejo Nórdico por sus poemarios Að laufferjum y Að brunnum.
Es hijo de Sigurður Jónsson y Thora Ingibjörg Jónsdóttir y creció en Hlíð (hoy Garðabær). Se crio en una zona rural tras un breve periodo en Reikiavik. Publicó su primer libro con 16 años
Casado con Anna Jónsdóttir Sigurðsson, Ólafur Jóhann Sigurðsson es el padre del oceanógrafo Jón Ólafsson y del escritor Ólafur Jóhann Ólafsson.